# Тауфик Акбар
Тауфик Акбар (индон. Taufik Akbar, род. 8 января 1951 года) — индонезийский инженер, дублёр участника несостоявшегося космического полёта.
Тауфик Акбар родился 8 января 1951 года в Медане. В 1975 году он окончил Бандунгский технологический институт и получил степень бакалавра электроинженерии. После этого он пошёл работать в компанию PT Telekomunikasi Indonesia, где участвовал в разработке спутников связи Palapa.
В июне 1986 года должен был состояться полёт STS-61H по программе «Спейс Шаттл», во время которого, в частности, планировалось вывести на орбиту индонезийский спутник связи Palapa B-3. Как специалист по полезной нагрузке должна была лететь Пративи Пуджилестари Судармоно, а Тауфик Акбар был выбран на роль её дублёра. В марте 1986 года он прибыл в космический центр имени Джонсона для подготовки к полету, и был назначен в дублирующий экипаж шаттла «Колумбия», однако после катастрофы шаттла «Челленджер» полёт «Колумбии» был отменён; спутник Palapa B3 был переименован в Palapa B2P и выведен на орбиту 20 марта 1987 года ракетой Дельта-3920 без человеческого сопровождения.
После несостоявшейся карьеры астронавта Тауфик Акбар вернулся к работе в Telekomunikasi Indonesia, где поднимался по карьерной лестнице, руководя подразделениями, связанными с телекоммуникационными спутниками.